# Петровский (Новичихинский район)
Петровский — посёлок в Новичихинском районе Алтайского края России. Входит в состав Лобанихинского сельсовета.
Население 92 чел. (2013).

## География
Расположен на юго-западе края, у реки Галечиха. Улиц две — Центральная и Целинная.

## История
«Красный партизан» (ныне пос. Петровский) образован в 1930 году.
Согласно Закону Алтайского края от 05 октября 2007 года Петровский вошёл в состав образованного муниципального образования «Лобанихинский сельсовет».

## Население
| 1997 | 1998 | 1999 | 2000 | 2001 | 2002 | 2003 | 2004 | 2005 | 2006 |
| ---- | ---- | ---- | ---- | ---- | ---- | ---- | ---- | ---- | ---- |
| 156  | ↘143 | ↘129 | ↗133 | ↘118 | ↘109 | ↗119 | ↗124 | ↘121 | ↘117 |
| 2007 | 2008 | 2009 | 2010 | 2011 | 2012 | 2013 |      |      |      |
| ↘102 | ↗104 | ↗108 | ↘96  | ↗97  | ↘93  | ↘92  |      |      |      |

## Инфраструктура
Ближайшая школа находится в селе Лобаниха — Лобанихинская ООШ — филиал МКОУ Поломошенская СОШ.

## Транспорт
Посёлок доступен автомобильным транспортом по автодороге общего пользования регионального значения Алтайского края Новичиха — Поломошное — Петровский — Клепечиха (идентификационный номер 01 ОП Р3 01К-77).